# Jurand Jarecki
Jurand Jarecki (ur. 4 października 1931 w Krakowie, zm. 13 marca 2024 w Katowicach) – polski architekt, przedstawiciel modernizmu, twórca lub współautor takich budynków i zespołów budowlanych, jak Spółdzielczy Dom Handlowy „Zenit”, Spółdzielczy Dom Handlowy „Skarbek”, Biblioteka Śląska, kino „Kosmos”, aleja Wojciecha Korfantego czy Osiedle Paderewskiego.
Projekty architektoniczne Jareckiego wpłynęły na obecny kształt urbanistyczny Katowic i stanowią jedne z najbardziej rozpoznawalnych ikon funkcjonalizmu w Polsce.

## Życiorys
Urodzony w Krakowie, młodość spędził w Zakopanem by jeszcze jako uczeń wraz z rodzicami przenieść się na Śląsk i właśnie z nim związać swoją życiową i zawodową ścieżkę. Jurand Jarecki projektuje od 1957 roku, po ukończeniu studiów na Politechnice Krakowskiej im. Tadeusza Kościuszki wyjechał na stypendium do Francji, gdzie doskonalił warsztat pod okiem Georges’a Candilisa. Po przyjeździe rozpoczął pracę w „Miastoprojekt Katowice” realizując w latach 1958-1962 wraz z Mieczysławem Królem jeden z największych projektów Dom Handlowy „Zenit” w Katowicach, który szybko okazał się niewystarczający dla dużej ilości mieszkańców aglomeracji miejskiej i już dziesięć lat później obok „Zenitu” stanął kolejny dom towarowy, Spółdzielczy Dom Handlowy „Skarbek”. Oba obiekty były pierwszymi preselekcyjnymi domami handlowymi w Polsce i przykładem nowoczesnych rozwiązań architektonicznych przypadających na trudny gospodarczo i ekonomicznie czas w dziejach polskiej architektury.
Jest również współautorem Kina Kosmos oraz alei Korfantego. Zaprojektował Haperowiec (właściwie HaPeeRowiec) zwany „Żyletą”, a także blok mieszkalny na ulicy Poniatowskiego, w którym w ramach konkursu zamieszkał z rodziną. W latach 80. XX wieku wraz z Markiem Gierlotką i Stanisławem Kwaśniewiczem zaprojektował Bibliotekę Śląską. Od 1990 do 2001 roku prowadził samodzielną pracownię architektoniczną „ARAR”, następnie do 2006 roku realizował projekty dla firmy „AAMG”. Zainspirowany wizją Le Corbusiera, z którym zetknął się podczas pobytu we Francji wdrażając na Śląsku idee modernizmu, przełamywał klasyczne myślenie o architekturze. Jego projekty stanowią do dziś inspirację dla architektów i przykład artystycznego kunsztu.

## Realizacje na terenie Katowic
- Budynek mieszkalny na Al. Korfantego
- Dom Handlowy „Zenit” w Katowicach z M.Królem
- Dom Handlowy „Skarbek”
- Stacja Wojewódzkiego Pogotowia Ratunkowego w Katowicach
- Budynek administracyjny PMUG
- Zespół pawilonów Handlowych wzdłuż ulicy Chorzowskiej
- Zespół mieszkaniowy przy ul. Powstańców
- 24-kondygnacyjny budynek mieszkaniowy z M. Skalkowskim
- Osiedle Paderewskiego (Katowice) z R. Ćwiklińskim i S. Kwaśniewiczem
- Budynki mieszkalne na Osiedlu Paderewskiego
- Dom Książki
- Biblioteka Śląska z M. Gierlotka i S. Kwaśniewiczem
- Biblioteka Akademii Wychowania Fizycznego im. Jerzego Kukuczki z M. Gierlotka

## Życie prywatne
Był żonaty. Miał córkę Danutę.